# Кребсувка
Кребсувка (пол. Krebsówka) — село в Польщі, у гміні Неджвиця-Дужа Люблінського повіту Люблінського воєводства.
Населення — 279 осіб (2011).

## Демографія
Демографічна структура станом на 31 березня 2011 року:
|          | Загалом | Допрацездатний вік | Працездатний вік | Постпрацездатний вік |
| -------- | ------- | ------------------ | ---------------- | -------------------- |
| Чоловіки | 137     | 33                 | 93               | 11                   |
| Жінки    | 142     | 41                 | 74               | 27                   |
| Разом    | 279     | 74                 | 167              | 38                   |